# Liste des préfets des Hautes-Pyrénées
Liste des préfets des Hautes-Pyrénées depuis la création du département. Le siège de la préfecture est à Tarbes.

## Préfets duConsulatet duPremier Empire
| Période                           | Période                               | Identité                                 | Fonction précédente | Observation |
| --------------------------------- | ------------------------------------- | ---------------------------------------- | --- | --- |
| 3 mars 1800 (11 ventose an VIII)  | non-installé                          | Louis Ramond de Carbonnières             | Avocat au conseil souverain d’Alsace (février 1777) Gendarme de la garde du Roi (1781) Député de la Seine à l'Assemblée législative Devient géologue et botaniste pyrénéiste, professeur d’histoire naturelle à l’école centrale des Hautes-Pyrénées (an IV - an VIII) | Refuse le poste, Député au Corps législatif (Consulat) (1800-1806) Préfet du Puy-de-Dôme (1806-1814) Député de Clermont (mai 1815), Maître des requêtes (8 août 1815), Conseiller d'État (14 juin 1818) |
| 10 mars 1800 (19 ventose an VIII) | 14 septembre 1802 (27 fructidor an X) | Bernard Lannes,                          | (Prêtre, curé) Administrateur du Directoire. Nommé préfet de l'Eure (11 ventose an VIII), sans suite | Frère du futur Maréchal Lannes Redevient curé en 1822. |
| 14 septembre 1802                 | 12 mars 1813                          | Jean-Pierre Chazal                       | membre du Tribunat | Nommé préfet des Hautes-Alpes Préfet du Finistère aux Cent-Jours |
| 12 mars 1813                      | 30 septembre 1814                     | Joseph Charles André d'Arbaud de Jouques | Sous-préfet d'Aix-en-Provence | Nommé préfet de la Charente-Inférieure (première Restauration) |

## Préfets de laPremière Restauration
| Période      | Période      | Identité                                   | Fonction précédente                                                                             | Observation                                                                                      |
| ------------ | ------------ | ------------------------------------------ | ----------------------------------------------------------------------------------------------- | ------------------------------------------------------------------------------------------------ |
| 22 août 1814 | 22 mars 1815 | Pons Louis François, marquis de Villeneuve | Membre du Conseil général de la Haute-Garonne Préfet de Tarn-et-Garonne (Première Restauration) | Nommé en 1815 par le duc d'Angoulême Commissaire général à Toulouse Nommé en 1816 préfet du Cher |

## Préfets desCent-Jours
| Période      | Période         | Identité                     | Fonction précédente               | Observation                                 |
| ------------ | --------------- | ---------------------------- | --------------------------------- | ------------------------------------------- |
| 22 mars 1815 | 14 juillet 1815 | Benoît Casimir Eusèbe Dupont | Auditeur de seconde classe (1812) | Frère cadet du préfet Henri Dupont-Delporte |

## Préfets de laSeconde Restauration
| Période          | Période          | Identité                           | Fonction précédente                         | Observation                               |
| ---------------- | ---------------- | ---------------------------------- | ------------------------------------------- | ----------------------------------------- |
| 14 juillet 1815  | 10 février 1819  | Fortunat Jean Marie Milon de Mesne | Préfet de la Charente Première Restauration | Remplacé. Nommé en 1820 Préfet de l'Indre |
| 10 février 1819  | 12 novembre 1828 | Armand Jahan de Belleville         | Sous-préfet de Verdun                       | Nommé préfet de la Charente               |
| 12 novembre 1828 | 2 avril 1830     | Jules-Emmanuel, baron de Calvières | Préfet de l'Isère                           | Nommé préfet du Doubs                     |

## Préfets de lamonarchie de Juillet
| Période          | Période          | Identité                                | Fonction précédente               | Observation                                                                |
| ---------------- | ---------------- | --------------------------------------- | --------------------------------- | -------------------------------------------------------------------------- |
| 14 août 1830     | 19 novembre 1831 | Maurice-Poivre Bureaux de Pusy          | Capitaine du génie                | Nommé préfet de Vaucluse                                                   |
| 19 novembre 1831 | 14 juillet 1833  | Gabriel Edmond Rousseau de Saint-Aignan | Sous-préfet d'Ancenis             | Nommé préfet de la Sarthe                                                  |
| 14 juillet 1833  | 1er juillet 1835 | Raymond de Ségur d'Aguesseau            | Substitut au tribunal de la Seine | (1re période) Nommé préfet du Lot                                          |
| 1er juillet 1835 | 23 juillet 1837  | Jean-François Decourt                   | Préfet du Lot                     | Nommé Maître des requêtes au conseil d'État                                |
| 23 juillet 1837  | 20 janvier 1838  | Raymond de Ségur d'Aguesseau            | Préfet du Lot                     | (2e période). Remplacé. Sera Représentant des Hautes-Pyrénées en mai 1849. |
| 20 janvier 1838  | 28 février 1848  | Charles François Joseph Bart            | Sous-préfet de Saint-Gaudens      | Révoqué à la Révolution française de 1848. Nommé en 1850 préfet du Tarn    |

## Préfets de laDeuxième République
| Période          | Période          | Identité                                            | Fonction précédente   | Observation |
| ---------------- | ---------------- | --------------------------------------------------- | --------------------- | --- |
| 29 février 1848  | 10 janvier 1849  | François Soubies                                    |                       | (commissaire du Gouvernement, puis préfet le 2 juin 1848) Démissionne, devient Représentant des Hautes-Pyrénées |
| 10 janvier 1849  | 25 octobre 1851  | Oscar Massy                                         | Sous-préfet de Ruffec | (1re période) Nommé Conseiller de préfecture de la Seine, non-installé. Reste en fonction                       |
| 25 octobre 1851  | 11 décembre 1851 | Marie Emmanuel Philippe Louis Antoine de Wildermeth | Préfet d'Oran         | Ne rejoint pas son poste, destitué.                                                                             |
| 11 décembre 1851 | 1859             | Oscar Massy                                         | Maintenu en fonction  | (2e période). Nommé préfet de l'Isère                                                                           |

## Préfets duSecond Empire
| Période          | Période          | Identité                | Fonction précédente    | Observation                  |
| ---------------- | ---------------- | ----------------------- | ---------------------- | ---------------------------- |
| 3 février 1859   | 12 novembre 1865 | Étienne Henri Garnier   | Sous-préfet de Douai   | Nommé préfet de l'Hérault    |
| 12 novembre 1865 | 20 avril 1868    | Achille de Vallavieille | Sous-préfet de Castres | Nommé préfet de la Vienne    |
| 20 avril 1868    | 5 septembre 1870 | Jean Mila de Cabarieu   | Sous-préfet de Brest   | Remplacé, puis à la retraite |

## Préfets de laTroisième République
| Période           | Période           | Identité                                     | Fonction précédente                                                                           | Observation |
| ----------------- | ----------------- | -------------------------------------------- | --------------------------------------------------------------------------------------------- | --- |
| 6 septembre 1870  | février 1871      | Eugène Ténot                                 | Journaliste, rédacteur au Siècle                                                              | Démissionne, non élu aux législatives de mai 1871, il devient Rédacteur en chef de La Gironde. Sera député de Tarbes 1n 1881 |
| 26 mars 1871      | 29 mars 1875      | François Féraud                              | Conseiller général de Mauléon-Barousse                                                        | Nommé trésorier-payeur général de l'Aude. Sera député de Bagnères-de-Bigorre                                                 |
| 2 avril 1875      | 13 avril 1876     | Antoine Simon Adolphe Poizat                 | Sous-préfet de Chalon-sur-Saône                                                               | Nommé préfet du Cantal |
| 13 avril 1876     | non-installé      | Pierre-Marie-Étienne Bérard de Chazelles     | Préfet du Cantal                                                                              | (Fils de Pierre-Léon Bérard de Chazelles)                                                                                    |
| 20 avril 1876     | 19 mai 1877       | Adolphe Frédéric Loreilhe de Lestaubière     | Préfet de l'Ariège                                                                            | En disponibilité, puis nommé en décembre préfet de la Creuse                                                                 |
| 19 mai 1877       | 10 décembre 1877  | Jean-Marie-Agénor Brun de Beaupin-Beauvallon | Sous-préfet de Verdun en 1868, remplacé en mars 1871. Est resté en disponibilité              | Passe en non-activité |
| 18 décembre 1877  | non-installé      | Abraham Alphonse Pinède                      | Sous-préfet de Saint-Claude                                                                   | Nommé préfet du Cantal |
| 30 décembre 1877  | 12 janvier 1880   | Georges Hilaire Rivaud                       | Sous-préfet de Château-Gontier                                                                | Nommé préfet des Pyrénées-Orientales                                                                                         |
| 12 janvier 1880   | 17 novembre 1880  | Paul Elie Aristide Louis Laurens             | Préfet de la Creuse                                                                           | Nommé préfet des Basses-Pyrénées                                                                                             |
| 17 novembre 1880  | 28 février 1882   | Paul Drouin                                  | Sous-préfet de Bayonne                                                                        | Nommé préfet de la Nièvre |
| 28 février 1882   | 4 avril 1883      | Louis Charles Jules de Lamer                 | Préfet de la Haute-Loire                                                                      | En disponibilité après un accident de voiture, puis à la retraite                                                            |
| 4 avril 1883      | 5 octobre 1884    | Jules Louis Dufresne                         | Préfet de la Haute-Marne                                                                      | (Fils de Jules Dufresne). Nommé préfet de la Corse                                                                           |
| 5 octobre 1884    | 28 novembre 1885  | Paul Joseph Maximilien Granet                | Secrétaire-général de la Loire                                                                | Nommé préfet de la Nièvre |
| 20 juin 1888      | 20 juin 1888      | Jacob Prosper Fournier                       | Sous-préfet de Bergerac                                                                       | Mort en fonction |
| 20 juin 1888      | 22 avril 1893     | Charles Colomb                               | Sous-préfet d'Alès                                                                            | Nommé trésorier-payeur général du Jura. Sera de 1910 à 1913 régent de la Banque de France                                    |
| 22 avril 1893     | 18 mars 1895      | Stéphanus Albert Jossier                     | Préfet du Tarn                                                                                | Nommé trésorier-payeur général de la Haute-Loire                                                                             |
| 18 mars 1895      | 16 juillet 1898   | Henry Estelle                                | Sous-préfet de Lorient                                                                        | Nommé préfet de la Corrèze                                                                                                   |
| 16 juillet 1898   | 24 septembre 1900 | Charles Prospère Georges Francière           | Sous-préfet de Meaux                                                                          | Nommé préfet des Basses-Pyrénées                                                                                             |
| 24 septembre 1900 | 1er décembre 1905 | Henri Bouffard                               | Sous-préfet de la Gironde                                                                     | (Père d'André Bouffard). Nommé préfet de Maine-et-Loire                                                                      |
| 1er décembre 1905 | 6 juillet 1907    | Jean-Baptiste Cruchon Dupeyrat               | Directeur de cabinet du ministre Eugène Étienne (nommé préfet de la Vendée, sans suite)       | Nommé préfet de l'Oise |
| 13 juillet 1907   | 10 juin 1909      | Antoine Auguste Joseph Coggia                | Secrétaire-général de la Gironde                                                              | Nommé préfet des Basses-Pyrénées                                                                                             |
| 10 juin 1909      | 3 mai 1913        | Joseph Canal                                 | Secrétaire-général de la Loire-Inférieure                                                     | Nommé préfet de la Dordogne                                                                                                  |
| 3 mai 1913        | 10 mai 1913       | Edmond Charles Massenet                      | Sous-préfet de Saint-Quentin                                                                  | En disponibilité |
| 10 mai 1913       | 19 novembre 1914  | Paul Eugène Haulpetit-Fourichon              | Sous-préfet de Grasse                                                                         | Mort en fonction. |
|                   | 19 juin 1917      | Camille Antoine Blet                         | Sous-préfet de Saint-Nazaire                                                                  | Nommé préfet de la Sarthe |
| juillet 1917      | 23 janvier 1918   | André Pierre Théodore Godin                  | Sous-préfet de Bayonne                                                                        | Nommé préfet de l'Allier de l'Allier                                                                                         |
| 2 février 1918    | 13 août 1918      | Achille Joseph Henri Villey-Desmeserets      | Sous-préfet des Sables-d'Olonne                                                               | Nommé préfet de l'Ariège |
| 13 août 1918      | 22 octobre 1920   | Henri-Alfred Steck                           | Secrétaire-général de la Loire-Inférieure                                                     | Nommé préfet de la Sarthe |
| 1920              | 1er novembre 1924 | André Bouffard                               | Sous-préfet d'Arles                                                                           | (Fils de Henri Bouffard). Nommé préfet de la Charente-Inférieure                                                             |
| 1er novembre 1924 | non-installé      | Georges Kuhn                                 | En service détaché auprès du ministre des affaires étrangèrespour le service de Haute-Silésie | Mis en disponibilité |
| 1er novembre 1924 | 5 octobre 1928    | Georges Taussac                              | Sous-préfet de Saint-Gaudens, maintenu aux armées                                             | Nommé préfet de Lot-et-Garonne                                                                                               |
| 5 octobre 1928    | 28 mai 1929       | Myrtil Stirn                                 | Sous-préfet de Béthune                                                                        | Nommé préfet d'Eure-et-Loir                                                                                                  |
| 28 mai 1929       | 13 octobre 1932   | Maurice Mathieu                              | Sous-préfet de Saint-Quentin                                                                  | Nommé préfet des Vosges |
| 13 octobre 1932   | 26 septembre 1936 | Gustave Vié                                  | Préfet de l'Aveyron                                                                           | En congé de longue durée |
| 21 octobre 1936   | 17 septembre 1940 | Jean Dissard                                 | Préfet de la Corse                                                                            | Nommé préfet de la Sarthe |

## Préfets de l'État français
| Période           | Période          | Identité       | Fonction précédente                  | Observation |
| ----------------- | ---------------- | -------------- | ------------------------------------ | --- |
| 17 septembre 1940 | 31 décembre 1941 | Léon Gonzalve  | Préfet de l'Indre à titre temporaire | Nommé Intendant de police à Belfort                                                                                          |
| 14 janvier 1941   | 15 juillet 1943  | René Le Gentil | Sous-préfet de Dunkerque             | (hors cadre du 17 avril au 25 mai 1941). A la retraite                                                                       |
| 15 juillet 1943   | 17 novembre 1944 | Victor Leydet  | Sous-préfet de Béthune               | Suspendu de ses fonctions. Verdict non-lieu en 1945 ; nommé directeur général de la société générale de surveillance en 1946 |

## Préfets de laIVeRépublique
| Période          | Période          | Identité                         | Fonction précédente                                                                                      | Observation |
| ---------------- | ---------------- | -------------------------------- | --- | --- |
| 18 novembre 1944 | 29 décembre 1944 | Marcel Ségaut                    | Adjoint de Jean Moulin en zone occupée, il refuse le 21 mars 1943 sa nomination de sous-préfet de Sarlat | Nommé à la disposition du commissaire de la République de la région de Lyon pour diriger les services de rapatriement |
| 29 décembre 1944 | 4 avril 1947     | Antoine Poggioli                 | Délégué dans les fonctions de Secrétaire-général à la police pour la région de Toulouse                  | Nommé préfet de Loir-et-Cher                                                                                          |
| 4 avril 1947     | 7 janvier 1959   | Marie Aimé Joseph Édouard Orliac | Attaché au cabinet du ministre de la guerre Paul Coste-Floret                                            | À la retraite |

## Préfets de laVeRépublique
| Période           | Période           | Identité                   | Fonction précédente | Observation |
| ----------------- | ----------------- | -------------------------- | --- | --- |
| 7 janvier 1959    | 26 décembre 1964  | Georges Mac Grath          | Adjoint pour les affaires civiles au général faisant fonction d'Inspecteur général de l'administration en mission extraordinaire (I.G.A.M.E.) pour l'Est algérien | Nommé préfet du Jura |
| 26 décembre 1964  | 21 décembre 1967  | Frédéric Gabriel           | Sous-préfet de Corbeil (Essonne) | Nommé directeur de l'établissement national des invalides de la marine Sera député de Saint-Pierre-et-Miquelon                                                 |
| 21 décembre 1967  | 31 décembre 1971  | Michel Barbier             | Directeur du service de liaison interministérielle pour l'information                                                                                             | Nommé préfet de l'Aube |
| 31 décembre 1971  | 17 mars 1975      | Gérard Prioux              | Secrétaire-général des Alpes-Maritimes | Nommé préfet des Deux-Sèvres |
| 17 mars 1975      | 30 septembre 1975 | Francis Boot               | Sous-préfet d'Argenteuil | Nommé préfet hors cadre, puis en 1976 préfet des Pyrénées-Orientales                                                                                           |
| 30 septembre 1975 | 28 novembre 1977  | Jean Clauzel               | Directeur central de la sécurité publique | Nommé préfet de l'Essonne |
| 28 novembre 1977  | 28 avril 1982     | Jean Domine                | Sous-préfet de Saint-Germain-en-Laye | Nommé préfet de la Loire |
| 28 avril 1982     | 17 octobre 1983   | Jacques Palazy             | Secrétaire général du Loiret | Nommé préfet du Tarn |
| 16 novembre 1983  | 14 décembre 1984  | Christian Blanc            | Directeur de cabinet du commissaire européen Edgard Pisani | Chargé de mission auprès du délégué du gouvernement en Nouvelle-Calédonie et chargé du secrétariat général Nommé préfet de Seine-et-Marne en août 1985         |
| 18 février 1985   | 9 novembre 1987   | Bernard Sarrazin           | Sous-préfet de Thionville | Nommé préfet de Guadeloupe |
| 9 novembre 1987   | 5 septembre       | Jacques Coeffe             | Sous-préfet de Cherbiourg | Nommé préfet de l'Aube |
| 5 septembre 1991  | 3 novembre 1993   | François Leonelli          | Secrétaire général de la préfecture du Rhône | Nommé préfet de la Savoie |
| 3 novembre 1993   | 10 novembre 1997  | Jean Dussourd              | Directeur du personnel et de la formation de la police | Nommé directeur de la défense et de la sécurité civiles au ministère de l'intérieur                                                                            |
| 10 novembre 1997  | 6 janvier 2000    | Gérard Bougrier            | Préfet adjoint pour la sécurité auprès des préfets de la Corse-du-Sud et de la Haute-Corse                                                                        | Nommé préfet de l'Aude |
| 6 janvier 2000    | 3 août 2003       | Jean-Claude Bastion        | Secrétaire général de la préfecture du Rhône | Nommé préfet de l'Aude |
| 2 septembre 2003  | 3 août 2005       | Michel Bilaud              | Préfet du Gers | Nommé préfet de la Charente |
| 3 août 2005       | 16 octobre 2007   | Emmanuel Berthier          | Préfet délégué pour la sécurité et la défense auprès du préfet de la région Rhône-Alpes                                                                           | Nommé préfet de Guadeloupe |
| 30 octobre 2007   | 15 juillet 2009   | Jean-François Delage       | Préfet du Cantal | Nommé préfet des Pyrénées-Orientales |
| 15 juillet 2009   | 6 mars 2010       | Françoise Debaisieux       | Préfète de la Lozère | Destituée, mise en examen, puis condamnée pour vol |
| 1er avril 2010    | 27 octobre 2011   | René Bidal                 | Secrétaire général de la préfecture du Rhône | Nommé préfet des Pyrénées-Orientales |
| 27 octobre 2011   | 3 août 2012       | Jean-Régis Borius          | Préfet de Saint-Pierre-et-Miquelon | Nommé membre du Conseil supérieur de l'administration territoriale de l'Etat, président du conseil d'administration de l'Agence nationale des titres sécurisés |
| 3 août 2012       | 30 juillet 2014   | Henri d'Abzac              | Sous-préfet de Sarcelles | Nommé Préfet hors cadre. Devient en 2015 membre du Conseil supérieur de l'appui territorial et de l'évaluation                                                 |
| 30 juillet 2014   | 8 juin 2016       | Anne-Gaelle Baudouin-Clerc | Conseillère administration territoriale au cabinet du ministre de l'intérieur                                                                                     | Nommé préfète de la Dordogne |
| 8 juin 2016       | décembre 2018     | Béatrice Lagarde           | Préfète déléguée pour la sécurité et la défense auprès du préfet de la région Aquitaine                                                                           | Nommé préfète du Lot-et-Garonne |
| décembre 2018     | 24 Août 2020      | Brice Blondel              | Cabinet de la ministre des Outre-mer | Nommé chef de cabinet d’Emmanuel Macron en 2020 |
| 24 août 2020      | 23 août 2022      | Rodrigue Furcy             | | Nommé préfet des Pyrénées-Orientales |
| 23 août 2022      | -                 | Jean Salomon               | Directeur des ressources et de la modernisation (présidence de la République)                                                                                     | |